# Babooska
Babooska ist ein Dokumentarfilm von Tizza Covi und Rainer Frimmel aus dem Jahr 2005.

## Handlung
Die beiden Filmemacher Tizza Covi und Rainer Frimmel begleiteten ein Jahr lang die Zirkusartistin Patrizia Gerardi (Babooska) und zeigen einen Blick hinter die Zirkuskulissen.

## Kritiken
Im Lexikon des internationalen Films wird der Film als „melancholisches, leises Road Movie“ beschrieben, welches „mit ernüchternden Bildern den Alltag der Artisten und ihre Strategien beobachtet, mit dem Niedergang des Zirkus klar zu kommen.“

## Veröffentlichung
Babooska wurde am 21. Oktober 2005 auf der Viennale vorgestellt und kam am 17. November 2006 in österreichischen Kinos. In Deutschland war der Kinostart am 15. Februar 2007.

## Auszeichnungen
- 2006: Wolfgang-Staudte-Preis
- 2006: Großer Diagonale-Preis – Bester Dokumentarfilm